# 産業社会学
産業社会学（さんぎょうしゃかいがく）とは社会学の一領域。産業の構造や機能を多角的に分析する。
近接分野は労働社会学、都市社会学。労働は産業を人的レベルで見たときの切り口なので必然的に産業との関わりは深い。都市は産業革命当時、工業化において都市化＝産業化だったため、とりわけ古い研究では重ねて研究されてきたが、現在では都市社会学の領域が変質してきたため、分野としては分離されている傾向にある。
学問分野としては、経済学や経営学に近い分野が存在する。